# Haley Webb
Haley Webb (Woodbridge, 25 novembre 1985) è un'attrice statunitense, nota soprattutto per il ruolo di Janet Cunnigham nel film horror The Final Destination 3D e per il ruolo di Jennifer Blake in Teen Wolf.

## Biografia
Haley Webb nasce a Woodbridge, in Virginia. Da giovane è stata capitano della squadra di ballo della sua scuola e ha anche conseguito il primo grado di cintura nera di taekwondo. Nel 2001 si trasferisce a San Diego, in California, e frequenta il gruppo di teatro del suo liceo, con il quale vince vari premi per le sue interpretazioni, in spettacoli come Rumors o Beauty and the Beast. Nel 2003 gareggia in un talent show statunitense, vincendo il premio di danza e recitazione, per la regione occidentale degli Stati Uniti. Nello stesso anno si trasferisce a Los Angeles e inizia a studiare recitazione con Howard Belle, Joanne Baron e D.W. Brown.

### Carriera
Webb ha fatto il suo debutto alla regia nel 2012, con il cortometraggio Patti, sulla vita e le opere della musicista Patti Smith, in cui ha svolto anche il ruolo eponimo. Ha partecipato a The Final Destination 3D nel 2009, nel ruolo di Janet Cunningham, e a Teen Wolf, nel ruolo dell'insegnante Jennifer Blake.

## Filmografia

### Attrice

#### Cinema
- Big Game, regia di Steven Dieveney (2008)
- The Final Destination 3D, regia di David R. Ellis (2009)
- On The Inside - La prigione dei folli (On The Inside), regia di D.W. Brown (2011)
- Rushlights, regia di Antoni Stutz (2013)
- Single in South Beach, regia di Alejandro Itkin e Hunter Carson (2015)
- Sugar Mountain, regia di Richard Gray (2016)
- Accadde il giorno di San Valentino (It Happened One Valentine's), regia di Jake Helgren (2017)
- Bellezza letale (Good Deed), regia di Craig Goldsmith (2018)
- La baia della paura (Fear Bay), regia di Damián Romay (2019)
- Alieu the Dreamer, regia di Quincy Ledbetter (2020)

#### Televisione
- Close to Home - Giustizia ad ogni costo (Close to Home) – serie TV, episodio 1x22 (2006)
- Shark - Giustizia a tutti i costi (Shark) – serie TV, episodio 1x20 (2008)
- Sketchy – serie TV, episodio 1x11 (2012)
- Major Crimes – serie TV, episodio 1x02 (2012)
- Teen Wolf – serie TV, 11 episodi (2013-2017)
- Beauty and the Beast – serie TV, episodio 2x09 (2014)
- The Librarians – serie TV, episodio 1x09 (2015)
- Backstrom – serie TV, episodio 1x11 (2015)
- Letter Never Sent, regia di W.D. Hogan – film TV (2015)
- Powers – serie TV, episodio 2x07 (2016)
- L'ammiratrice (Unwritten Obsession), regia di David Martín Porras – film TV (2017)
- S.W.A.T – serie TV, episodio 5x11 (2017)
- Hawaii Five-0 - serie TV, episodio 9x13 (2019)
- Chicago PD - serie TV, episodio 7x16 (2020)

### Cortometraggi
- A Conversation About Cheating with My Time Travelling Future Self, regia di Pornsak Pichetshote (2012)
- Patti, regia di Haley Webb (2012)
- Wonderstruck, regia di Andrea Bunker e Nathan Alan Bunker (2013)
- Magpie, regia di Dylan Bell (2014)
- Lost in Gray, regia di Andrea La Mendola (2014)
- Byoutiful, regia di Alexander M. Drecun e Haley Webb (2016)
- Joyeux Noël, regia di Haley Webb (2018)

### Regista
- Patti (2012)
- Byoutiful (2016)
- Joyeux Noël (2018)

## Doppiatrici italiane
Nelle versioni in italiano delle opere in cui ha recitato, Haley Webb è stata doppiata da:
- Domitilla D'Amico in The Final Destination 3D, Beauty and the Beast
- Sara Ferranti in Major Crimes
- Perla Liberatori in The Librarians
- Mattea Serpelloni in Accadde il giorno di San Valentino
- Selvaggia Quattrini in Bellezza letale
- Stefania De Peppe in La baia della paura
- Federica De Bortoli in Chicago PD
- Valeria Vidali in Teen Wolf